# Caminho Real do Porto de La Mesa

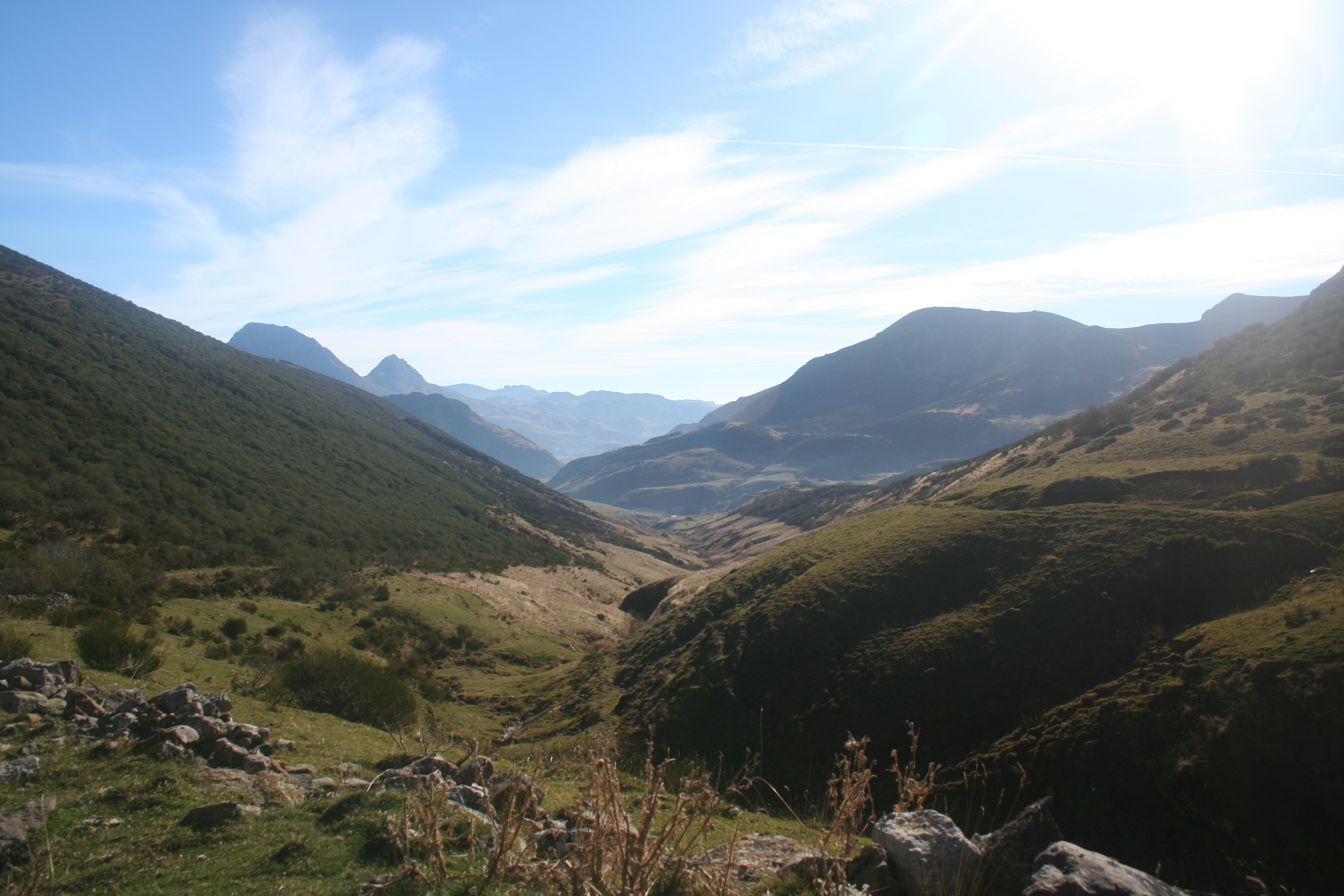
Subida desde a povoação leonesa de Torrestío em direcção ao porto de La Mesa nas Astúrias.

O Caminho Real do Porto de La Mesa (em asturiano: Camín Real de la Mesa) é um caminho cujo traçado tem por base a antiga calçada romana que unia as Astúrias com Castela. Crê-se que esta estrada foi construída sobre outra ainda mais antiga que existiria desde os primórdios, e que seria utilizada pelos povoadores da zona. Os Romanos incluíram a calçada no troço denominado Via da Prata, e em séculos posteriores passou a integrar uma das rotas dos Caminhos em direcção a Santiago de Compostela.